# Danuta Perka
Danuta Perka (geborene Wołosz; * 22. Juni 1956) ist eine ehemalige polnische Hürdenläuferin, die sich auf die 100-Meter-Distanz spezialisiert hatte.

## Sportliche Laufbahn
Bei den Leichtathletik-Halleneuropameisterschaften wurde sie über 60 m Hürden 1977 in San Sebastián Fünfte und gewann 1979 in Wien Gold.
1979 holte sie bei der Universiade Silber.
1977 und 1983 wurde sie polnische Hallenmeisterin über 60 m Hürden.

## Persönliche Bestzeiten
- 50 m Hürden (Halle): 6,76 s, 11. Februar 1979, Berlin
- 60 m Hürden (Halle): 7,95 s, 24. Februar 1979, Wien
- 100 m Hürden: 12,65 s, 9. September 1979, Mexiko-Stadt